# São João (Abrantes)
São João, o São João Baptista, és una antiga freguesia ("parròquia civil"), situada al municipi d'Abrantes, al districte de Santarém, Portugal. El 2013, la parròquia es va fusionar amb la nova parròquia Abrantes (São Vicente e São João) e Alferrarede. La població el 2011 era de 1.699 habitants, en una superfície de 2,21 km². Era una de les tres parròquies que conformen la zona urbanitzada de la ciutat.

## Història
L’origen de São João comença en el primer assentament d’Abrantes, documentat per primera vegada el 1176 d.C. Afons Henriques va concedir el seu castell a l'Orde de Santiago de l'Espada el 1173 d.C.. Tres anys més tard, va concedir el seu canal de peixos al monestir de Lorvão. La subvenció va ser en part en ajut dels residents, però va donar dret al rei a nou dècimes parts de la captura. El 1179, Afonso Henriques concedí un foral a Abrantes, confirmat pel rei AfonsoII el 1217. El 24 d'abril de 1281, el rei Dionís I va concedir Abrantes a la seva dona, la reina Elisabet de Portugal. Va continuar ampliant el fort, construint el bloc de detenció. Amb l'objectiu d'ampliar l'assentament, va ampliar la seva jurisdicció fins a incloure Punhete (l'actual Constância).
Als segles XVII i XVIII, Abrantes era una important base militar, classificada com a Praça de Guerra de 1. ª Ordem (anglès: War Plaza of the First Order).
El 1807, durant les invasions napoleòniques a la península, el fort i la parròquia van ser un punt de partida per a les tropes del mariscal Jean-Andoche Junot (23 de novembre). Més tard, les forces del mariscal André Masséna van encerclar la fortificació i l'assentament, però les tropes anglo-portugueses i els habitants locals van defensar la parròquia, fins que es va veure obligat a retirar-se de Portugal a Espanya.
L'església de Sant Joan Baptista (en portugués: Igreja de São João Baptista) va ser fundada el 1300, per la reina Elisabet de Portugal, i l'assentament va ser elevat a rang parroquial poc després (el 1326). Va ser des d'aquesta església que el rei Joan I va partir cap a Aljubarrota, després de la missa del 8 d'agost de 1385, prometent tornar i oferir acció de gràcies per l'èxit en la batalla. Amb la victòria aconseguida, va tornar i va fer erigir una escultura rupestre de Joan Baptista.

## Geografia
La parròquia és una divisió administrativa circular situada al costat nord del riu Tajo, a la frontera sud de la ciutat d'Abrantes. Les parròquies veïnes inclouen Alferrarede (a l'est), Rossio ao Sul do Tejo (al sud-oest), São Miguel do Rio Torto (al sud-oest) i São Vicente (al nord-oest).

## Arquitectura

### Militar
- Fortalesa d'Abrantes (en anglès: Fort of Abrantes)

### Religiosa
- Església de Santa Maria do Castelo
- Església de São João Baptista
- Església da Misercórdia
- Convent de São Domingos

## Cultura

### Festes
Les Festas de Abrantes, celebrada la segona setmana de juny i que cada any atrau prop de 250.000 visitants, són el principal esdeveniment sociocultural de la parròquia. La religiosa Festa da Nossa Senhora da Boa Viagem, a la localitat de Barreiras do Tejo, se celebra cada any a l’agost/setembre.